# Neptis metella
Neptis metella is een vlinder uit de onderfamilie Limenitidinae van de familie Nymphalidae. De wetenschappelijke naam van de soort is voor het eerst geldig gepubliceerd in 1848 door Edward Doubleday & William Chapman Hewitson.